# Hemiola
Hemiola (z gr. ἡμιόλιος hemiolios „półtora”) – formuła rytmiczna, w której dwa takty w prostym metrum trójdzielnym (zwykle 3/8 lub 3/4) wykonywane są jak trzy takty w metrum prostym dwudzielnym.
Termin „hemiola” pochodzi od greckiego przymiotnika ἡμιόλιος (hemiolios), który w kontekście teoretyczno-muzycznym został użyty przez Arystoksenusa. Rzeczownik ἡμιολία (hemiolia) był także przez Greków używany w odniesieniu do galery, którą napędzało półtora rzędu wioseł. W muzyce pierwotnie oznaczało proporcję 3:2, która tworzyła interwał kwinty czystej.
Około XV wieku „hemiola” zaczęła oznaczać trzy brevis w takcie, gdzie dominującym schematem metrycznym były dwie brevis z kropkami w takcie. To zastosowanie zostało później rozszerzone do dzisiejszego: dwa takty trójdzielne wykonywane (artykułowane, frazowane) tak, jakby były trzema taktami dwudzielnymi. Taka postać występowała w tańcach wirginalistów angielskich oraz kompozytorów baroku i klasycyzmu.